# اڭزناية الجنوبية
اڭزناية الجنوبية جماعة قروية، قرية مغربية أمازيغية تقع شمال المملكة، تنتمي إلى إقليم تازة، شرقي مدينة فاس، تضم بلدة اڭزناية الجنوبة 11.860 نسمة (إحصاء 2004).